# KZ-Außenkommando Valepp Jagdhaus Himmler
Das KZ-Außenkommando Valepp Jagdhaus Himmler bestand vom 1. November 1942 bis zum 30. November 1942 und ab dem 16. September 1944 in Valepp (Gemeinde Schliersee). Das Arbeitskommando bestand aus Häftlingen des Konzentrationslagers Dachau und zählte zu den Außenlagern von Dachau. Es wurde eingesetzt, um ein ehemaliges Zollhaus zu einem Jagdhaus Heinrich Himmlers umzubauen.

## Geographische Lage
Die Ansiedlung Valepp befindet sich südlich des Spitzingsees in Oberbayern an der Grenze zu Österreich. Sie bestand bis zu den 1930er Jahren hauptsächlich aus einem Forsthaus mit Pension und Nebengebäuden, sowie einer Winterstube für Holzknechte, einem Wohnhaus für die Jäger und einer etwas oberhalb stehenden Kapelle. Einige hundert Meter weiter südlich war die Ochsenalm. Zwischen dieser und der Kapelle baute auf einem ebenen Geländebereich das Reichsbauamt 1937 drei Zolldienstwohngebäude.

## Umnutzung der Gebäude
Durch den „Anschluss“ Österreichs an das Deutsche Reich im März 1938 wurden die Zollhäuser nicht mehr benötigt. Reichsführer SS Heinrich Himmler besaß in Gmund am Tegernsee ein Privathaus und ging zuweilen in den naheliegenden Bergen auf die Jagd. Dabei wurde er auf die ungenutzten Zollhäuser aufmerksam und beabsichtigte, sie für seine Bedürfnisse als Jagdhaus umbauen zu lassen. Zu diesem Zweck forderte die auf dem Gelände des Konzentrationslagers Dachau befindliche Bauinspektion der Waffen-SS und Polizei, Reich Süd im Herbst 1942 beim Bezirksamt Miesbach telefonisch den Plan für das mittlere der drei Zolldienstwohngebäude an. Geplant wurde hier für Himmler der zusätzliche Einbau eines Kamins, außerdem die Umdeckung von drei Dächern mit Holzschindeln, der Einbau einer Kanalisation und eine verbesserte Zufahrt, weiterhin allgemeine Renovierungs- und Umbauarbeiten.

## Arbeitseinsatz der Häftlinge
Zu den Arbeiten wurden Häftlinge aus dem Konzentrationslager Dachau eingesetzt. Vorgesehen dafür waren zunächst in der Hauptsache Gefangene aus der Gruppe der Bibelforscher (heute Jehovas Zeugen), die sich schon beim Bau einer Villa des KZ-Kommandanten Hans Loritz in St. Gilgen am Wolfgangsee in Österreich bewährt hatten. Weil dieser Arbeitseinsatz als „gutes“ Arbeitskommando galt, sorgten die politischen Häftlinge der Abteilung „Arbeitseinsatz“ jedoch für einen vermehrten Einsatz von Leuten ihrer Gruppe.
Ein Kommando bestehend aus 20 Häftlingen führte im November 1942 die ersten Arbeiten durch, bis durch den Wintereinbruch Anfang Dezember die Fortsetzung unmöglich wurde. Die Weiterführung der Arbeiten durch hauptsächlich polnische Gefangene begann im Juni 1943 und zog sich bis Ende August desselben Jahres hin. Ein dritter Arbeitseinsatz mit zehn Häftlingen lässt sich für Mitte September 1944 nachweisen. Dieses Kommando wurde am 5. Oktober abgelöst, da sich bei einem geselligen Beisammensein der SS-Wachmannschaft mit im Forsthaus angestellten Frauen ein polnischer Häftling unter Duldung der Soldaten zum Tanz auffordern ließ, was damals verboten war. Die ganze Gruppe wurde zum Lager Dachau zurückgebracht und für 6 Wochen ins Lagergefängnis gesperrt. Der Pole erhielt zusätzlich 25 Stockschläge. Im Austausch wurde eine Gruppe, hauptsächlich aus Bibelforschern bestehend, zur Vollendung der Arbeiten herangezogen. Ende Oktober waren die Umbauarbeiten abgeschlossen.
Die Häftlinge waren im Obergeschoss der Winterstube untergebracht, die meist aus vier bis fünf SS-Leuten bestehende Wachmannschaft im Erdgeschoss. Dieses Gebäude befand sich an der Stelle des heutigen Parkplatzes. Die Behandlung der Häftlinge war erträglich, die Bewachung sehr lasch.

## Nachkriegsgeschichte

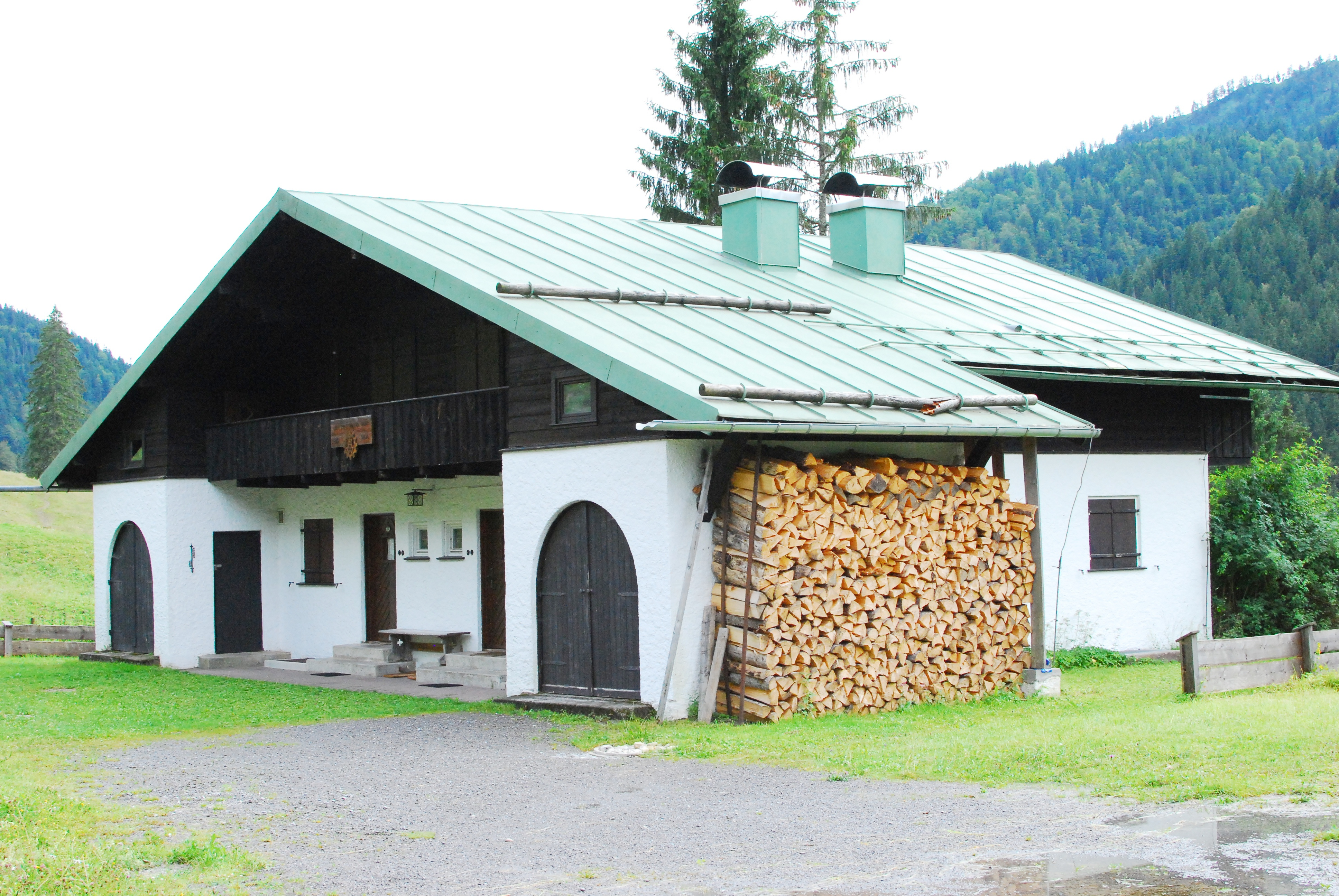
Ausbildungsstätte des THW

Heinrich Himmler nutzte das Jagdhaus sehr selten. Es wurde im Jahr 2000 abgerissen, ein weiteres der ursprünglich drei Gebäude im Jahr 2003. Das verbliebene wird bis dato vom Technischen Hilfswerk als Ausbildungsstätte und Erholungsheim genutzt.
Weder am Forsthaus Valepp, noch am letzten der ehemaligen Zolldienstgebäude wird an die Zwangsarbeit der KZ-Häftlinge erinnert.